# Волф Харант
Волф Харант (на немски: Wolf Harranth) е австрийски писател, автор на детска литература, преводач и журналист. Работил в Радио Австрия Интернационал.

## Биография
Волф Харант е роден на 19 август 1941 година във Виена в семейството на актьор. През 1946 г. баща му го взима със себе си в радиото за участие в радиопостановки, където Волф играе първите си роли още преди да се научи да чете и пише. От 1952 г. до 1960 г. участва в поредицата „Радио семейство“.
Има завършени висши образования по педагогика, психология, и английска филология (в Кингс Колидж, Кеймбридж). Първите му публикации датират от 1960 г. - поезия, кратка проза, журналистически текстове.
До 1985 г. работи като главен редактор на издателство „Jungbrunnen“. Работи и в телевизията.
Приносите му като литературен преводач включват преводи на творби от Марк Твен, Ръдиард Киплинг, Оскар Уайлд и други.
Автор е на книгите „Розовоухият слон“ (1971), „Птицата пее, Кралят подскача“ (1976), „Старият ми прадядо“ (1981), „Дядо нещичко изгуби“ (1991), „Нашата земя – Стихове“ (1992), „Двойният Оливер“ (1992), „Дърво за Якоб“ (1993) „Костилката живее в прасковата“ (1994).
Негов стих краси фасадата на Столична библиотека в София:
Очи отвори
всичко разбери
очи затвори
и се намери.

## Награди
- 1976, 1982 - Австрийска държавна награда
- 1981, 1984, 1987, 1993 - Австрийска държавна награда за превод
- 1982 - Германска награда за младежка литература
- 2005 - Награда за превод на името на Астрид Линдгрен.[1]